# 오중 결합

[CrC_{6}H_{3}-2,6-(C_{6}H_{3}-2,6-(CHMe_{2})_{2})_{2}]_{2}의 구조

화학에서 오중 결합(五重結合, 영어: quintuple bond)은 화학 결합의 특이한 유형으로, 2005년에 다이크로뮴 화합물에서 처음 발견되었다. 단일 결합, 이중 결합, 그리고 삼중 결합은 화학에서 흔히 확인할 수 있고, 사중 결합은 그보다 드물며, 전이 금속, 특히 크로뮴, 몰리브데넘, 텅스텐, 그리고 레늄 (예를 들어, [Mo2Cl8]4− 그리고 [Re2Cl8]2−)에 대해서만 알려져 있다. 오중 결합에서는 10개의 전자가 두 금속 사이의 결합에 참여하며, σ2π4δ4로 할당된다.

## 다이몰리브데넘 오중 결합

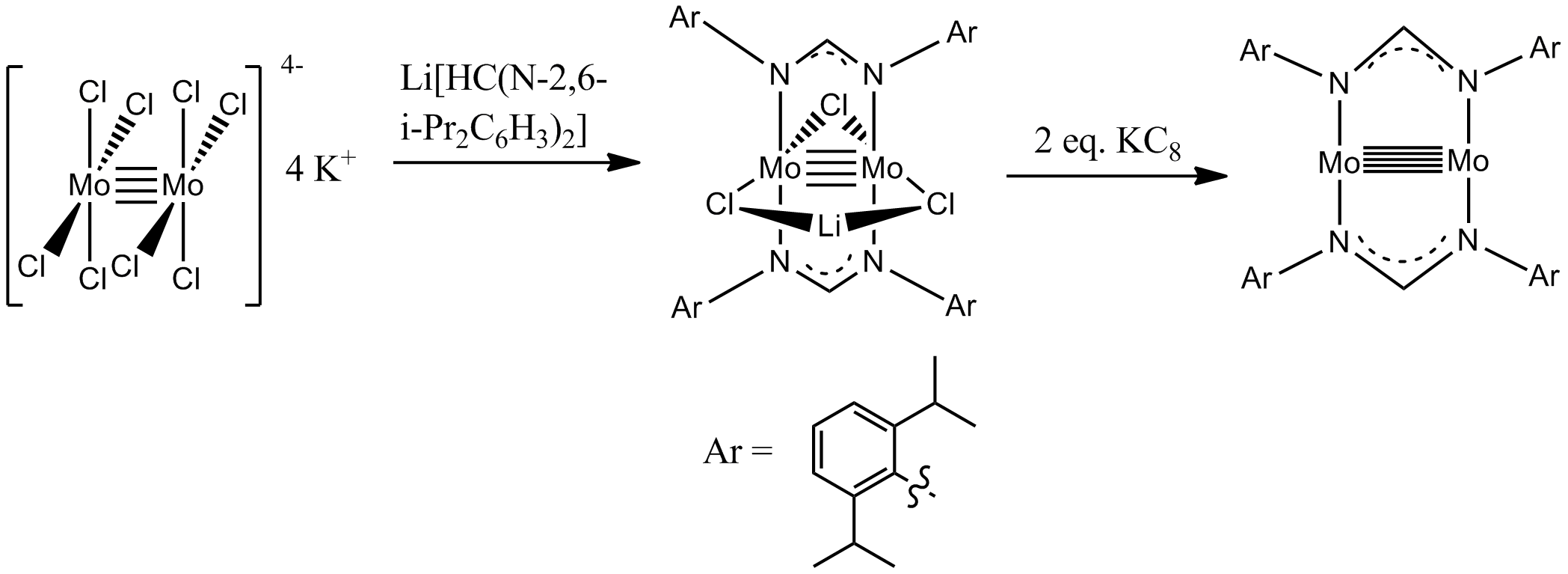
다이몰리브데넘 오중 결합 합성

2009년에 오중 결합과 다이아미드 리간드를 가진 다이몰리브데넘 화합물이 결합 길이가 202 pm인 Mo–Mo 결합으로 보고되었다. 화합물은 Mo2 사중 결합을 가진 포타슘 옥타클로로다이몰리브데이트, 그리고 리튬 아미디네이트를 시작으로 합성되었고, 포타슘 흑연으로 감소되었다.

## 결합
앞서 말했듯이, 금속-금속 오중 결합은 σ2π4δ4를 갖는다. 금속의 중심 사이에 위치하는 다섯 개의 결합 중 한 개는 시그마 결합, 두 개는 파이 결합, 그리고 나머지 두 개는 델타 결합이다.

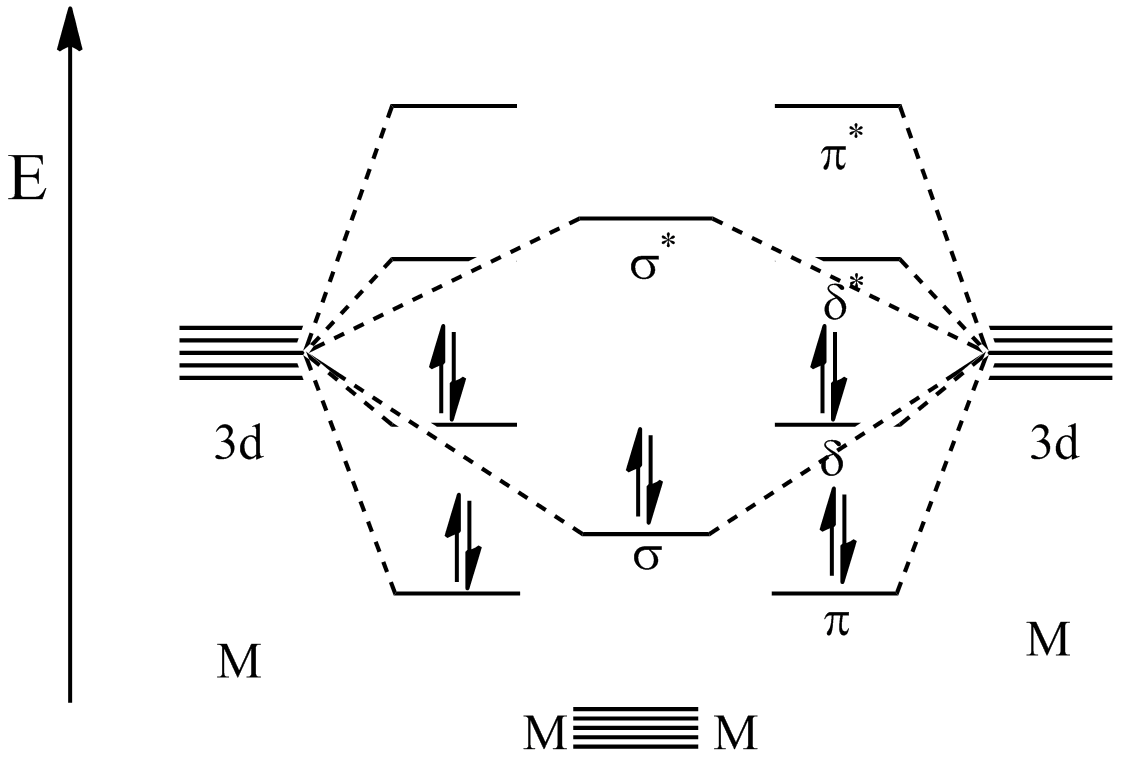
금속-금속 오중 결합의 MO 다이어그램

## 연구동향
보다 짧은 오중 결합을 준비하기 위한 노력이 계속되고 있다.